# برکشرز
برکشرز (به انگلیسی: Berkshires) locally ‎/ˈbɜːrkʃɪərz, -ʃərz/‎ یک منطقه زمین شناسانه مرتفع واقع در بخش غربی ماساچوست و کنتیکت است. لفظ «برکشرز» نوعاً از سوی اهالی این منطقه در اشاره به بخش واقع در ورمانت کوه‌های گرین که به سمت جنوب به غرب ماساچوست کشیده شده‌اند گفته می‌شود.